# Die fliegenden Ärzte/Episodenliste
Dies ist die Liste der Episoden von Die fliegenden Ärzte. Sie bietet einen Überblick über alle Folgen der australische Arzt- und Krankenhausfernsehserie Die fliegenden Ärzte. Sie wurde von 1985 bis 1993 von Crawford Productions produziert und dem Fernsehsender Nine Network ausgestrahlt. In Deutschland wurden alle Episoden im ZDF zwischen dem 26. März 1991 bis 29. Juni 1994 erstausgestrahlt.

## Übersicht
| Staffel   | Episodenanzahl | Erstausstrahlung Australien (Nine Network) | Erstausstrahlung Australien (Nine Network) | Deutsche Erstausstrahlung (ZDF) | Deutsche Erstausstrahlung (ZDF) |
| Staffel   | Episodenanzahl | Staffelpremiere                            | Staffelfinale                              | Staffelpremiere                 | Staffelfinale                   |
| --------- | -------------- | ------------------------------------------ | ------------------------------------------ | ------------------------------- | ------------------------------- |
| Miniserie | 3 bzw. 6       | 12. Mär. 1985                              | 25. Mär. 1985                              | 26. Mär. 1991                   | 18. Apr. 1991                   |
| 1         | 26             | 15. Mai 1986                               | 10. Nov. 1986                              | 25. Apr. 1991                   | 9. Nov. 1991                    |
| 2         | 38             | 7. Juli 1987                               | 9. Juni 1988                               | 16. Nov. 1991                   | 31. Okt. 1992                   |
| 3         | 36             | 16. Juni 1988                              | 11. Mai 1989                               | 7. Nov. 1992                    | 28. Aug. 1993                   |
| 4         | 36             | 18. Mai 1989                               | 3. Mai 1990                                | 4. Sep. 1993                    | 31. Jan. 1994                   |
| 5         | 36             | 10. Mai 1990                               | 28. Feb. 1991                              | 1. Feb. 1994                    | 21. Mär. 1994                   |
| 6         | 49             | 7. Mär. 1991                               | 10. Nov. 1992                              | 22. Mär. 1994                   | 11. Juni 1994                   |
| Spin-off  | 13             | 21. Jan. 1993                              | 4. Feb. 1994                               | 13. Juni 1994                   | 29. Juni 1994                   |

## Miniserie:Cooper's Crossing
Zunächst gab es die Miniserie mit dem Namen Cooper's Crossing.
| Nr. (ges.) | Nr. (St.) | Deutscher Titel    | Originaltitel | Erstausstrahlung Australien | Deutschsprachige Erstausstrahlung (D) |
| ---------- | --------- | ------------------ | ------------- | --------------------------- | ------------------------------------- |
| 1          | 1         | Ein schwerer Start | Part One      | 12. März 1985               | 26. März 1991                         |
| 2          | 2         | Ein schwerer Start | Part One      | 12. März 1985               | 26. März 1991                         |
| 3          | 3         | Keimende Liebe     | Part Two      | 19. März 1985               | 28. März 1991                         |
| 4          | 4         | Intrigantes Spiel  | Part Two      | 19. März 1985               | 4. Apr. 1991                          |
| 5          | 5         | Flucht nach Sydney | Part Three    | 25. März 1985               | 11. Apr. 1991                         |
| 6          | 6         | Ein neuer Anfang   | Part Three    | 25. März 1985               | 18. Apr. 1991                         |

## Hauptserie:Die fliegenden Ärzte
Die Hauptserie enthielt insgesamt 221 Episoden in sechs Staffeln.

### Staffel 1
| Nr. (ges.) | Nr. (St.) | Deutscher Titel                 | Originaltitel              | Erstausstrahlung Australien | Deutschsprachige Erstausstrahlung (D) | Regie          | Drehbuch                     |
| ---------- | --------- | ------------------------------- | -------------------------- | --------------------------- | ------------------------------------- | -------------- | ---------------------------- |
| 1          | 1         | Eine Chance zum Überleben       | Will To Survive            | 15. Mai 1986                | 25. Apr. 1991                         | Rob Stewart    | Tony Morphett                |
| 2          | 2         | Gefährliche Gerüchte            | Trial By Gossip            | 22. Mai 1986                | 2. Mai 1991                           | Rob Stewart    | Christine McCourt            |
| 3          | 3         | Ein ungastliches Land           | Hot Enough For You         | 29. Mai 1986                | 16. Mai 1991                          | Arch Nicholson | Vincent Moran                |
| 4          | 4         | Träume aus Sand                 | Dreams of Sand             | 5. Juni 1986                | 23. Mai 1991                          | Arch Nicholson | Peter Hepworth               |
| 5          | 5         | Skandal in Coopers Crossing     | Public Property            | 12. Juni 1986               | 6. Juni 1991                          | Colin Budds    | Denise Morgan                |
| 6          | 6         | Sakrale Geschäfte               | Is Nothing Sacred?         | 19. Juni 1986               | 15. Juni 1991                         | Colin Budds    | Peter Schreck                |
| 7          | 7         | Generationskonflikt             | Square Pegs                | 26. Juni 1986               | 22. Juni 1991                         | Chris Langman  | Howard Griffiths             |
| 8          | 8         | Die Leihmutter                  | Sins of the Fathers        | 7. Juli 1986                | 29. Juni 1991                         | Chris Langman  | Peter Pinney                 |
| 9          | 9         | Die London-Sydney-Rallye        | Rally to the Cause         | 14. Juli 1986               | 6. Juli 1991                          | Brendan Maher  | Peter Herbert                |
| 10         | 10        | Stadtgespräche                  | Talk of the Town           | 21. Juli 1986               | 13. Juli 1991                         | Brendan Maher  | Mary Dagmar Davies           |
| 11         | 11        | Verbotene Liebe                 | Do You Read Me?            | 28. Juli 1986               | 20. Juli 1991                         | Colin Budds    | Galia Hardy                  |
| 12         | 12        | Das wilde Kind                  | E.T. - New Girl in Town    | 4. Aug. 1986                | 27. Juli 1991                         | Colin Budds    | Vincent Gil                  |
| 13         | 13        | Von Feinden umgeben             | A Choice of Enemies        | 11. Aug. 1986               | 3. Aug. 1991                          | Dan Burstall   | Judy Colquhoun               |
| 14         | 14        | Aufbruch                        | Departures                 | 18. Aug. 1986               | 10. Aug. 1991                         | Dan Burstall   | Graham Hartley               |
| 15         | 15        | Eine verlorene Generation       | A Lost Generation          | 25. Aug. 1986               | 17. Aug. 1991                         | Brendan Maher  | Gwenda Marsh                 |
| 16         | 16        | Abschied für immer?             | Someone Special            | 1. Aug. 1986                | 24. Aug. 1991                         | Brendan Maher  | John Reeves                  |
| 17         | 17        | Ein Held kehrt heim             | Return of the Hero         | 8. Sep. 1986                | 31. Aug. 1991                         | Mark Callan    | Tony Morphett                |
| 18         | 18        | Aus heiterem Himmel             | Eye of the Beholder        | 14. Sep. 1991               | 15. Sep. 1986                         | Mark Callan    | Cassandra Carter             |
| 19         | 19        | Gefangen in der Einsamkeit      | Million-Acre Prison        | 22. Sep. 1986               | 21. Sep. 1991                         | Dan Burstall   | Peter Schreck                |
| 20         | 20        | Im Angesicht des Todes          | Like a Death in the Family | 29. Sep. 1986               | 28. Sep. 1991                         | Dan Burstall   | Roger Dunn                   |
| 21         | 21        | Der waghalsige Pilot            | Fearless Frank             | 6. Okt. 1986                | 5. Okt. 1991                          | Colin Budds    | Peter Hepworth               |
| 22         | 22        | In der Stille der Nacht         | Forgiveness                | 13. Okt. 1986               | 12. Okt. 1991                         | Colin Budds    | Graham Hartley & Annie Beach |
| 23         | 23        | Zwischen Leben und Tod          | Acceptance                 | 20. Okt. 1986               | 19. Okt. 1991                         | Mark Defriest  | Graham Hartley               |
| 24         | 24        | Komödianten in der Stadt        | The Show Goes On           | 27. Okt. 1986               | 26. Okt. 1991                         | Mark Defriest  | Vince Moran                  |
| 25         | 25        | Wer anderen eine Grube gräbt... | To The Rescue (1)          | 3. Nov. 1986                | 2. Nov. 1991                          | Colin Budds    | Vince Moran                  |
| 26         | 26        | Feuer an Bord                   | Into The Future (2)        | 10. Nov. 1986               | 9. Nov. 1991                          | Colin Budds    | Vince Moran                  |

### Staffel 2
| Nr. (ges.) | Nr. (St.) | Deutscher Titel                | Originaltitel                   | Erstausstrahlung Australien | Deutschsprachige Erstausstrahlung (D) | Regie            | Drehbuch           |
| ---------- | --------- | ------------------------------ | ------------------------------- | --------------------------- | ------------------------------------- | ---------------- | ------------------ |
| 27         | 1         | Zwei Mütter und ein Baby       | Good Day For It                 | 7. Juli 1987                | 16. Nov. 1991                         | Mark Callan      | Michael Joshua     |
| 28         | 2         | Es gibt kein Bier in der Stadt | Horses For Courses              | 14. Juli 1987               | 23. Nov. 1991                         | Mark Callan      | Denise Morgan      |
| 29         | 3         | Jugendstreiche                 | The Unluckiest Boy In Town      | 21. Juli 1987               | 30. Nov. 1991                         | Rod Hardy        | Don Linke          |
| 30         | 4         | Geld ist nicht alles           | It Isn't Cricket                | 28. Juli 1987               | 7. Dez. 1991                          | Rod Hardy        | Peter Pinney       |
| 31         | 5         | Tod in der Schlucht            | An Only Child                   | 4. Aug. 1987                | 14. Dez. 1991                         | Mark Defriest    | Graham Hartley     |
| 32         | 6         | Die Liebesheirat               | A Love Story                    | 11. Aug. 1987               | 21. Dez. 1991                         | Mark Defriest    | Cassandra Carter   |
| 33         | 7         | Haß und Liebe                  | Keeping Up Appearances          | 18. Aug. 1987               | 11. Jan. 1992                         | Mark Defriest    | Michael Joshua     |
| 34         | 8         | Die Stadtcowboys               | All Things Bright and Beautiful | 25. Aug. 1987               | 18. Jan. 1992                         | Mark Defriest    | Shane Brennan      |
| 35         | 9         | Friedenskinder                 | My Name Is Sky                  | 1. Sep. 1987                | 1. Feb. 1992                          | Ian Barry        | Luis Bayonas       |
| 36         | 10        | Ball der einsamen Herzen       | Bachelors & Spinsters           | 8. Sep. 1987                | 15. Feb. 1992                         | Ian Barry        | John Alsop         |
| 37         | 11        | Jede Minute zählt              | Fifty-Two Hours Straight        | 15. Sep. 1987               | 22. Feb. 1992                         | Mark Callan      | Mary Dagmar Davies |
| 38         | 12        | Freund oder Feind?             | A Friend Of A Friend            | 22. Sep. 1987               | 29. Feb. 1992                         | Mark Callan      | Leon Saunders      |
| 39         | 13        | Der Nebenbuhler                | Friends and Lovers              | 29. Sep. 1987               | 18. Apr. 1992                         | Mark Defriest    | John Reeves        |
| 40         | 14        | Goldfieber                     | Realms of Gold                  | 6. Okt. 1987                | 25. Apr. 1992                         | Mark Defriest    | Peter Hepworth     |
| 41         | 15        | SOS am Himmel                  | The Hometown Hero               | 13. Okt. 1987               | 2. Mai 1992                           | Brendan Maher    | Alison Nisselle    |
| 42         | 16        | Schatten der Vergangenheit     | A Distant Echo                  | 20. Okt. 1987               | 9. Mai 1992                           | Brendan Maher    | Tony Morphett      |
| 43         | 17        | Erben macht blind              | No Laughing Matter              | 27. Okt. 1987               | 16. Mai 1992                          | Dan Burstall     | Graham Hartley     |
| 44         | 18        | Eine starke Frau               | No Quarter Asked                | 3. Nov. 1987                | 30. Mai 1992                          | Dan Burstall     | Denise Morgan      |
| 45         | 19        | Der geheimnisvolle Alte        | Myths & Legends                 | 10. Nov. 1987               | 6. Juni 1992                          | Colin Budds      | Shane Brennan      |
| 46         | 20        | Gefährliche Hilfe              | The Hitchhiker                  | 17. Nov. 1987               | 13. Juni 1992                         | Colin Budds      | Luis Bayonas       |
| 47         | 21        | Mord am Fluß                   | Give A Dog A Bad Name           | 24. Nov. 1987               | 20. Juni 1992                         | Dan Burstall     | Vince Moran        |
| 48         | 22        | Hoffnungen und Träume          | Every Day A Gift                | 11. Feb. 1988               | 27. Juni 1992                         | Dan Burstall     | Leon Saunders      |
| 49         | 23        | Die Griechen kommen            | Bearing Gifts                   | 18. Feb. 1988               | 4. Juli 1992                          | Mark Defriest    | Michael Joshua     |
| 50         | 24        | Nicht nur ein Spiel            | Repeat Performance              | 25. Feb. 1988               | 11. Juli 1992                         | Mark Defriest    | Tony Morphett      |
| 51         | 25        | Johnnys letzter Kampf          | The Noble Art                   | 3. März 1988                | 18. Juli 1992                         | Brendan Maher    | Peter Hepworth     |
| 52         | 26        | Arsen und Edelsteine           | Sapphire                        | 10. März 1988               | 25. Juli 1992                         | Brendan Maher    | Graham Hartley     |
| 53         | 27        | Wo ist Tracy?                  | Cries From The Heart            | 17. März 1988               | 8. Aug. 1992                          | Chris Langman    | Shane Brennan      |
| 54         | 28        | Verrückte Tage                 | All In A Day's Work             | 24. März 1988               | 15. Aug. 1992                         | Chris Langman    | Luis Bayonas       |
| 55         | 29        | Blau wie der Himmel            | Out of a Clear Blue Sky         | 31. März 1988               | 22. Aug. 1992                         | Colin Budds      | Ray Hennessy       |
| 56         | 30        | Aufstand der Frauen            | Affirmative Action              | 7. Apr. 1988                | 29. Aug. 1992                         | Colin Budds      | Denise Morgan      |
| 57         | 31        | Erfolg um jeden Preis          | Figures in a Landscape          | 14. Apr. 1988               | 5. Sep. 1992                          | Catherine Millar | Peter Kinloch      |
| 58         | 32        | Ein Gast aus Amerika           | The Devil You Know              | 21. Apr. 1988               | 12. Sep. 1992                         | Catherine Millar | Michael Joshua     |
| 59         | 33        | Notoperation                   | Operating Solo                  | 28. Apr. 1988               | 19. Sep. 1992                         | Paul Moloney     | Mary Dagmar Davies |
| 60         | 34        | Irrweg einer Liebe             | The Path Of True Love           | 5. Mai 1988                 | 26. Sep. 1992                         | Paul Moloney     | Andrew Kennedy     |
| 61         | 35        | Andy, der Ausreißer            | The Kid                         | 19. Mai 1988                | 10. Okt. 1992                         | Colin Budds      | Shane Brennan      |
| 62         | 36        | Ein erster Schritt             | The First Step                  | 26. Mai 1988                | 17. Okt. 1992                         | Colin Budds      | John Alsop         |
| 63         | 37        | Gastfreundschaft               | Hopscotch                       | 2. Juni 1988                | 24. Okt. 1992                         | Chris Langman    | Alan Hopgood       |
| 64         | 38        | Die wilde Horde                | Jacks High                      | 9. Juni 1988                | 31. Okt. 1992                         | Chris Langman    | Denise Morgan      |

### Staffel 3
| Nr. (ges.) | Nr. (St.) | Deutscher Titel                 | Originaltitel               | Erstausstrahlung Australien | Deutschsprachige Erstausstrahlung (D) | Regie          | Drehbuch         |
| ---------- | --------- | ------------------------------- | --------------------------- | --------------------------- | ------------------------------------- | -------------- | ---------------- |
| 65         | 1         | Der alte Farmer                 | Clapped Out                 | 16. Juni 1988               | 7. Nov. 1992                          | Brendan Maher  | Tony Morphett    |
| 66         | 2         | Diagnose: Stress                | Private Lives, Public Faces | 23. Juni 1988               | 14. Nov. 1992                         | Brendan Maher  | Cassandra Carter |
| 67         | 3         | Die Surf-Champions              | Wedlock                     | 30. Juni 1988               | 21. Nov. 1992                         | Paul Moloney   | David Phillips   |
| 68         | 4         | Unglücksfälle                   | The Wrangler's Daughter     | 7. Juli 1988                | 28. Nov. 1992                         | Paul Moloney   | Peter Kinloch    |
| 69         | 5         | Die Uhr ist abgelaufen          | Borrowed Time               | 14. Juli 1988               | 5. Dez. 1992                          | Mark Defriest  | Leon Saunders    |
| 70         | 6         | Die Verwünschung                | The Forbidden               | 21. Juli 1988               | 12. Dez. 1992                         | Mark Defriest  | Andrew Kennedy   |
| 71         | 7         | Der heiße Rolls-Royce           | She'll Be Right             | 28. Juli 1988               | 19. Dez. 1992                         | Brendan Maher  | Shane Brennan    |
| 72         | 8         | Gerichtstag in Coopers Crossing | One Final Request           | 4. Aug. 1988                | 2. Jan. 1993                          | Brendan Maher  | Denise Morgan    |
| 73         | 9         | Roxanne                         | Roxanne                     | 11. Aug. 1988               | 9. Jan. 1993                          | Chris Adshead  | Peter Hepworth   |
| 74         | 10        | Unheimliche Begegnungen         | Don't Tell Anybody          | 18. Aug. 1988               | 16. Jan. 1993                         | Chris Adshead  | Luis Bayonas     |
| 75         | 11        | Kein Weg zurück                 | No Way Back                 | 25. Aug. 1988               | 23. Jan. 1993                         | Colin Budds    | Alison Nisselle  |
| 76         | 12        | Der verlorene Sohn              | Johnnie Come Home           | 1. Sep. 1988                | 30. Jan. 1993                         | Colin Budds    | Tony Morphett    |
| 77         | 13        | Abenteuer im Ballon             | Look, Up In the Sky         | 8. Sep. 1988                | 6. Feb. 1993                          | Mark Callan    | John Alsop       |
| 78         | 14        | Der Wanderprediger              | Preacher Man                | 15. Sep. 1988               | 13. Feb. 1993                         | Mark Callan    | Alan Hopgood     |
| 79         | 15        | Eine rätselhafte Krankheit      | The Fear (1)                | 22. Sep. 1988               | 20. Feb. 1993                         | Brendan Maher  | Andrew Kennedy   |
| 80         | 16        | Todds Heilung                   | The Fear (2)                | 29. Sep. 1988               | 27. Feb. 1993                         | Brendan Maher  | David Boutland   |
| 81         | 17        | Gerechte Wege                   | Fair Go                     | 6. Okt. 1988                | 6. März 1993                          | Paul Moloney   | Shane Brennan    |
| 82         | 18        | Kates Abenteuer                 | Broken Airwaves             | 13. Okt. 1988               | 13. März 1993                         | Paul Moloney   | Denise Morgan    |
| 83         | 19        | Der Fremde                      | Bed And Board               | 20. Okt. 1988               | 20. März 1993                         | Brendan Maher  | Luis Bayones     |
| 84         | 20        | Der Regenmacher                 | Breaking The Drought        | 3. Nov. 1988                | 27. März 1993                         | Brendan Maher  | John Reeves      |
| 85         | 21        | Zwei ungleiche Brüder           | Family Secrets (1)          | 10. Nov. 1988               | 3. Apr. 1993                          | Mark Defriest  | Tony Morphett    |
| 86         | 22        | Bruderzwist                     | Family Secrets (2)          | 17. Nov. 1988               | 10. Apr. 1993                         | Mark Defriest  | Tony Morphett    |
| 87         | 23        | Familiengeheimnisse             | All You Need Is Luck        | 9. Feb. 1989                | 17. Apr. 1993                         | Colin Budds    | Annie Beach      |
| 88         | 24        | Achtung Ufos!                   | The Silly Season            | 16. Feb. 1989               | 24. Apr. 1993                         | Colin Budds    | Cliff Green      |
| 89         | 25        | Gefährliche Streiche            | Every Situation             | 23. Feb. 1989               | 1. Mai 1993                           | Arch Nicholson | Michael Joshua   |
| 90         | 26        | Der Geschichtenerzähler         | The Storyteller             | 2. März 1989                | 8. Mai 1993                           | Arch Nicholson | Shane Brennan    |
| 91         | 27        | Schicksalsentscheidungen        | The Choice                  | 9. März 1989                | 15. Mai 1993                          | Mark Defriest  | Denise Morgan    |
| 92         | 28        | Das Mädchen vom Himmel          | A Shadow of Doubt           | 16. März 1989               | 5. Juni 1993                          | Mark Defriest  | Neil Luxmoore    |
| 93         | 29        | Mick und Julia                  | Mick And Julia              | 23. März 1989               | 12. Juni 1993                         | Brendan Maher  | Luis Bayonas     |
| 94         | 30        | Handel mit Gott                 | The Deal                    | 30. März 1989               | 19. Juni 1993                         | Brendan Maher  | Tony Morphett    |
| 95         | 31        | Sucht nach Schönheit            | A Thing of Beauty           | 6. Apr. 1989                | 3. Juli 1993                          | Marcus Cole    | Brian Wright     |
| 96         | 32        | Wunschkonzert                   | Cadenza                     | 13. Apr. 1989               | 10. Juli 1993                         | Marcus Cole    | Alan Hopgood     |
| 97         | 33        | Wechselfälle                    | Mates                       | 20. Apr. 1989               | 17. Juli 1993                         | Mandy Smith    | Shane Brennan    |
| 98         | 34        | Ein Kind ist geboren            | The Child                   | 27. Apr. 1989               | 24. Juli 1993                         | Mandy Smith    | David Boutland   |
| 99         | 35        | Das Leben geht weiter           | Next To Go                  | 4. Mai 1989                 | 31. Juli 1993                         | Brendan Maher  | Tony Morphett    |
| 100        | 36        | Beziehungskisten                | Gotta Have Friends          | 11. Mai 1989                | 28. Aug. 1993                         | Brendan Maher  | Denise Morgan    |

### Staffel 4
| Nr. (ges.) | Nr. (St.) | Deutscher Titel            | Originaltitel          | Erstausstrahlung Australien | Deutschsprachige Erstausstrahlung (D) | Regie            | Drehbuch                       |
| ---------- | --------- | -------------------------- | ---------------------- | --------------------------- | ------------------------------------- | ---------------- | ------------------------------ |
| 101        | 1         | Über das Leben hinaus      | The Gift               | 18. Mai 1989                | 4. Sep. 1993                          | Brendan Maher    | Chris Page                     |
| 102        | 2         | Hoffen auf ein Wunder      | Second Chance          | 25. Mai 1989                | 11. Sep. 1993                         | Brendan Maher    | Denise Morgan                  |
| 103        | 3         | Hilfe, die Malarvys kommen | Not The Malarvys       | 1. Juni 1989                | 18. Sep. 1993                         | Catherine Millar | Shane Brennan                  |
| 104        | 4         | Reise ins Paradies         | The Adventure          | 8. Juni 1989                | 25. Sep. 1993                         | Catherine Millar | Luis Bayonas                   |
| 105        | 5         | Haß macht krank            | No Man's Land          | 15. Juni 1989               | 2. Okt. 1993                          | Paul Moloney     | Annie Beach                    |
| 106        | 6         | Eine alte Rechnung         | Rising Sundown         | 6. Juli 1989                | 9. Okt. 1993                          | Paul Moloney     | Alan Hopgood                   |
| 107        | 7         | Rickys Chance              | Man and Boy            | 13. Juli 1989               | 16. Okt. 1993                         | Brendan Maher    | Shane Brennan                  |
| 108        | 8         | Die Funk-Hochzeit          | The Longing            | 20. Juli 1989               | 23. Okt. 1993                         | Brendan Maher    | Vince Moran                    |
| 109        | 9         | Giftmüll                   | Bitter Harvest         | 3. Aug. 1989                | 30. Okt. 1993                         | Catherine Millar | Craig Wilkins & Anne Lucas     |
| 110        | 10        | Drogen im Camp             | The Instrument         | 17. Aug. 1989               | 6. Nov. 1993                          | Catherine Millar | Alan Hopgood                   |
| 111        | 11        | Die Wege des Herrn         | Word and Deed          | 31. Aug. 1989               | 13. Nov. 1993                         | Mandy Smith      | Mary Dagmar Davies             |
| 112        | 12        | Unter Mordverdacht         | All That Glitters      | 7. Sep. 1989                | 20. Nov. 1993                         | Mandy Smith      | Luis Bayonas                   |
| 113        | 13        | Dr. Callaghans Rückkehr    | Fly Past               | 14. Sep. 1989               | 27. Nov. 1993                         | Bill Hughes      | Shane Brennan                  |
| 114        | 14        | Das letzte Rodeo           | The Last Rodeo         | 21. Sep. 1989               | 4. Dez. 1993                          | Bill Hughes      | Leon Saunders                  |
| 115        | 15        | Ein Stückchen Hoffnung     | Sky Above, Earth Below | 5. Okt. 1989                | 11. Dez. 1993                         | Paul Moloney     | Shane Brennan                  |
| 116        | 16        | Der Täter kehrt zurück     | Lucky Lady             | 12. Okt. 1989               | 18. Dez. 1993                         | Paul Moloney     | Shane Brennan                  |
| 117        | 17        | Überraschender Befund      | The Chips Are Down     | 28. Sep. 1989               | 8. Jan. 1994                          | Colin Budds      | Annie Beach                    |
| 118        | 18        | Der Schutzengel            | Guardian Angel         | 19. Okt. 1989               | 10. Jan. 1994                         | Colin Budds      | Leon Saunders                  |
| 119        | 19        | Gefährliche Eifersucht     | The Battlers           | 19. Okt. 1989               | 11. Jan. 1994                         | Gary Conway      | Peter Hepworth & Craig Wilkins |
| 120        | 20        | Ohne Mitleid               | No Tears               | 2. Nov. 1989                | 12. Jan. 1994                         | Gary Conway      | Terry Stapleton                |
| 121        | 21        | Selbsthilfe                | A Doctor's Dreaming    | 2. Nov. 1989                | 13. Jan. 1994                         | Pino Amenta      | Mary Dagmar Davies             |
| 122        | 22        | Judys Baby                 | Blues For Judy         | 9. Nov. 1989                | 14. Jan. 1994                         | Pino Amenta      | Peter Kinloch                  |
| 123        | 23        | Ein Unfall mit Folgen      | The Claim              | 15. Jan. 1994               | 16. Nov. 1989                         | Colin Budds      | Luis Bayonas                   |
| 124        | 24        | Die Erbkrankheit           | A Rhyme for Reason     | 8. Feb. 1990                | 17. Jan. 1994                         | Colin Budds      | Jan Sardi                      |
| 125        | 25        | Geheimnis um Mickey        | Dad's Little Bloke     | 18. Jan. 1994               | 15. Feb. 1990                         | Arch Nicholson   | Anne Lucas                     |
| 126        | 26        | Mut zum Leben              | A Sporting Life        | 22. Feb. 1990               | 19. Jan. 1994                         | Arch Nicholson   | David Allen                    |
| 127        | 27        | Flugzeug vermißt           | A Good Drop of Red     | 1. März 1990                | 20. Jan. 1994                         | Pino Amenta      | Vince Moran                    |
| 128        | 28        | Die Notlüge                | The Hero               | 1. März 1990                | 21. Jan. 1994                         | Catherine Millar | Vince Moran                    |
| 129        | 29        | Mißtrauen                  | Suspicion              | 15. März 1990               | 22. Jan. 1994                         | Pino Amenta      | Shane Brennan & John Lord      |
| 130        | 30        | Ein guter Verlierer        | Daddy's Girl           | 22. März 1990               | 24. Jan. 1994                         | Catherine Millar | Peter Kinloch                  |
| 131        | 31        | Auf der Suche              | Two Sisters Running    | 29. März 1990               | 25. Jan. 1994                         | Catherine Millar | Shane Brennan                  |
| 132        | 32        | Gefährliche Spiele         | Dangerous Games        | 5. Apr. 1990                | 26. Jan. 1994                         | Ian Gilmour      | Terry Stapleton                |
| 133        | 33        | In letzter Minute          | Milk Run               | 12. Apr. 1990               | 27. Jan. 1994                         | Catherine Millar | Tom Hegarty                    |
| 134        | 34        | Es gibt kein Zurück        | Point of No Return     | 19. Apr. 1990               | 28. Jan. 1994                         | Pino Amenta      | Joe Kelly                      |
| 135        | 35        | Leidensgenossen            | Small Mercies          | 26. Apr. 1990               | 29. Jan. 1994                         | Ian Gilmour      | David Allen                    |
| 136        | 36        | Ein trauriger Abschied     | A Painful Extraction   | 3. Mai 1990                 | 31. Jan. 1994                         | Pino Amenta      | Denise Morgan                  |

### Staffel 5
| Nr. (ges.) | Nr. (St.) | Deutscher Titel              | Originaltitel            | Erstausstrahlung Australien | Deutschsprachige Erstausstrahlung (D) | Regie               | Drehbuch                       |
| ---------- | --------- | ---------------------------- | ------------------------ | --------------------------- | ------------------------------------- | ------------------- | ------------------------------ |
| 137        | 1         | Der Aufsteiger               | The Climber              | 10. Mai 1990                | 1. Feb. 1994                          | Pino Amenta         | Leonard Rosen                  |
| 138        | 2         | Den Tod vor Augen            | Dead Reckoning           | 17. Mai 1990                | 2. Feb. 1994                          | Kath Hayden         | Vince Moran                    |
| 139        | 3         | Die Braut muß warten         | A Bride To Be            | 24. Mai 1990                | 3. Feb. 1994                          | Brendan Maher       | Tim Gooding                    |
| 140        | 4         | Gespenstische Nacht          | A Place for the Night    | 31. Mai 1990                | 4. Feb. 1994                          | Brendan Maher       | Howard Griffiths               |
| 141        | 5         | Am Ende des Regenbogens      | End of the Rainbow       | 7. Juni 1990                | 5. Feb. 1994                          | Ian Gilmour         | Julie Phillips                 |
| 142        | 6         | Gefährliche Last             | Double Vision            | 14. Juni 1990               | 7. Feb. 1994                          | Viktors Ritelis     | David Allen                    |
| 143        | 7         | Der Junge im Kofferraum      | The Boy in the Boot      | 21. Juni 1990               | 8. Feb. 1994                          | Pino Amenta         | Vince Moran                    |
| 144        | 8         | Ein Hund und eine Tochter    | Windows of the Soul      | 28. Juni 1990               | 9. Feb. 1994                          | Catherine Millar    | Sue Hore                       |
| 145        | 9         | Ruhe in Frieden              | Rest In Peace            | 5. Juli 1990                | 10. Feb. 1994                         | Ian Gilmour         | Shane Brennan                  |
| 146        | 10        | Lebenslinien                 | Life Line                | 12. Juli 1990               | 11. Feb. 1994                         | Viktors Ritelis     | Lynn Palmer                    |
| 147        | 11        | Der neue Pilot               | Fly Like A Bird          | 19. Juli 1990               | 12. Feb. 1994                         | Rob Stewart         | Vince Moran                    |
| 148        | 12        | Kein Tag wie jeder andere    | A Day To Remember        | 26. Juli 1990               | 19. Feb. 1994                         | Rob Stewart         | Marie Trevor                   |
| 149        | 13        | Alles für das Baby           | A Place To Call Home     | 2. Aug. 1990                | 21. Feb. 1994                         | Karl Zwicky         | Joss Moorhouse                 |
| 150        | 14        | Ein schwaches Herz           | Divided Loyalties        | 9. Aug. 1990                | 22. Feb. 1994                         | Karl Zwicky         | Shane Brennan                  |
| 151        | 15        | Das unerzogene Kind          | A Rural Education        | 16. Aug. 1990               | 24. Feb. 1994                         | Kath Hayden         | Cliff Green                    |
| 152        | 16        | Familienbande                | The Ties That Bind       | 29. Aug. 1990               | 25. Feb. 1994                         | Kath Hayden         | Judy Colquhoun                 |
| 153        | 17        | Meines Bruders Hüter?        | Brother's Keeper         | 22. Aug. 1990               | 26. Feb. 1994                         | Kendal Flanagan     | Peter Kinloch                  |
| 154        | 18        | Flucht in die Wildnis        | Wilderness               | 12. Sep. 1990               | 28. Feb. 1994                         | Kendal Flanagan     | Julie Philips                  |
| 155        | 19        | Valentinstag                 | Valentine's Day          | 19. Sep. 1990               | 1. März 1994                          | Riccardo Pellizzeri | Sam Wilde                      |
| 156        | 20        | Nur wenig Zärtlichkeit       | A Little Tenderness      | 2. März 1994                | 2. März 1994                          | Piccardo Pellizzeri | Angela Martin                  |
| 157        | 21        | Drei arme Poeten             | Poet's Corner            | 26. Sep. 1990               | 3. März 1994                          | Graham Thorburn     | Paul Hogan                     |
| 158        | 22        | Die Bank kennt kein Erbarmen | The Family Farm          | 3. Okt. 1990                | 4. März 1994                          | Graham Thorburn     | Robert Matthews                |
| 159        | 23        | Fernweh                      | A Place Where You Belong | 10. Okt. 1990               | 5. März 1994                          | Catherine Millar    | Jutta Goetze                   |
| 160        | 24        | Stacy und Terry              | Breakaway                | 17. Okt. 1990               | 7. März 1994                          | Catherine Millar    | Leonard Rosen                  |
| 161        | 25        | Comeback im Outback          | Pete And Billie          | 24. Okt. 1990               | 8. März 1994                          | Mark DeFriest       | Julie Phillips                 |
| 162        | 26        | Nicht immer heilen Kräuter   | Old Man Weed             | 31. Okt. 1990               | 9. März 1994                          | Mark DeFriest       | John Reeves                    |
| 163        | 27        | David und Goliath            | David And Goliath        | 7. Nov. 1990                | 10. März 1994                         | Colin Budds         | Vince Moran                    |
| 164        | 28        | Der letzte Jahrmarkt         | Last Carnival            | 21. Nov. 1990               | 11. März 1994                         | Colin Budds         | Vince Gil                      |
| 165        | 29        | Schmerz, Angst und Entsetzen | Lost Innocence           | 28. Nov. 1990               | 12. März 1994                         | Joy Crosby          | Phillip Roberts & Vicki Madden |
| 166        | 30        | Busch-Weihnachten            | A Bush Christmas         | 5. Dez. 1990                | 14. März 1994                         | Karl Zwicky         | Jutta Goetze                   |
| 167        | 31        | Was für ein Mann             | What A Guy               | 24. Jan. 1991               | 15. März 1994                         | Mark DeFriest       | Jutta Goetze                   |
| 168        | 32        | Hetzen und Petzen            | Bad Moon Rising          | 31. Jan. 1991               | 16. März 1994                         | Mark DeFriest       | David Phillips                 |
| 169        | 33        | Das Wunschkind               | A New Life               | 7. Feb. 1991                | 17. März 1994                         | Ian Gilmour         | Vince Moran                    |
| 170        | 34        | Ein verwirrendes Fieber      | Through Thick And Thin   | 14. Feb. 1991               | 18. März 1994                         | Ian Gilmour         | John Coulter                   |
| 171        | 35        | Deceptions                   | David will gehen         | 21. Feb. 1991               | 19. März 1994                         | Catherine Millar    | Julie Phillips                 |
| 172        | 36        | Wider die Blindheit          | None So Blind            | 28. Feb. 1991               | 21. März 1994                         | Catherine Millar    | Denise Morgan                  |

### Staffel 6
| Nr. (ges.) | Nr. (St.) | Deutscher Titel                   | Originaltitel          | Erstausstrahlung Australien | Deutschsprachige Erstausstrahlung (D) | Regie             | Drehbuch                      |
| ---------- | --------- | --------------------------------- | ---------------------- | --------------------------- | ------------------------------------- | ----------------- | ----------------------------- |
| 173        | 1         | Der todkranke Lebensretter        | The Sleep Of Reason    | 7. März 1991                | 22. März 1994                         | Kendal Flanagan   | Bevan Lee                     |
| 174        | 2         | Mutter und Sohn                   | My Mother's Child      | 14. März 1991               | 23. März 1994                         | Kendal Flanagan   | Dave Worthington              |
| 175        | 3         | Klipp und klar                    | Swinging on the Rope   | 21. März 1991               | 24. März 1994                         | Brendan Maher     | Greg Haddrick                 |
| 176        | 4         | Zählen wir denn nicht?            | Father and Son         | 4. Apr. 1991                | 25. März 1994                         | Brendan Maher     | Elizabeth Coleman             |
| 177        | 5         | Ein kleines Wunder                | A Little Miracle       | 11. Apr. 1991               | 26. März 1994                         | Mark DeFriest     | Anthony Ellis                 |
| 178        | 6         | Fiona bekommt einen Vater         | Murphy's Law           | 28. März 1994               | 18. Apr. 1991                         | Mark DeFriest     | Vince Moran                   |
| 179        | 7         | Das Geheimnis der Wangarang-Höhle | Breaking Down The Wall | 25. Apr. 1991               | 29. März 1994                         | Kendal Flanagan   | Maureen Ann Moran             |
| 180        | 8         | In letzter Sekunde                | Once Bitten / Jigsaw   | 2. Mai 1991                 | 30. März 1994                         | Kendal Flanagan   | Shane Brennan                 |
| 181        | 9         | Absturz in die Liebe              | Clipped Wings          | 9. Mai 1991                 | 31. März 1994                         | Ian Gilmour       | Jutta Goetze                  |
| 182        | 10        | Eile mit Weile                    | Walk Don't Run         | 16. Mai 1991                | 2. Apr. 1994                          | lan Gilmour       | Denise Morgan                 |
| 183        | 11        | Ein Mädchen wie aus Glas          | Masquerade             | 23. Mai 1991                | 5. Apr. 1994                          | Brendan Maher     | Sue Hore                      |
| 184        | 12        | Blick nach vorn!                  | Against the Current    | 30. Mai 1991                | 6. Apr. 1994                          | Brendan Maher     | Tony Cavanaugh & Vicki Madden |
| 185        | 13        | Geliebte Tyrannin                 | Last of the Cochranes  | 6. Juni 1991                | 7. Apr. 1994                          | Kendal Flanagan   | Graham Hartley                |
| 186        | 14        | Doppelleben                       | Double Life            | 13. Juni 1991               | 8. Apr. 1994                          | Kendal Flanagan   | Bevan Lee                     |
| 187        | 15        | Rendezvous mit Guy                | Something, Nothing     | 20. Juni 1991               | 9. Apr. 1994                          | Catherine Millar  | Elizabeth Coleman             |
| 188        | 16        | Scarlett Louisa                   | Family                 | 27. Juni 1991               | 11. Apr. 1994                         | Catherine Millar  | Vince Moran                   |
| 189        | 17        | Positiv                           | Being Positive         | 4. Juli 1991                | 12. Apr. 1994                         | Ian Gilmour       | Bevan Lee                     |
| 190        | 18        | Offene Worte                      | Open Day               | 11. Juli 1991               | 13. Apr. 1994                         | Ian Gilmour       | Anthony Ellis                 |
| 191        | 19        | Abschied und Heimkehr             | Changing Times         | 18. Juli 1991               | 14. Apr. 1994                         | Kendal Flanagan   | Jutta Goetze                  |
| 192        | 20        | Romeo und Julia                   | Freedom                | 25. Juli 1991               | 15. Apr. 1994                         | Kendal Flanagan   | Graham Hartley                |
| 193        | 21        | Nymphen und Alpträume             | Nymphs And Nightmares  | 8. Aug. 1991                | 16. Apr. 1994                         | Rod Hardy         | Vince Moran                   |
| 194        | 22        | Ein einziger Tag                  | Out of the Blue        | 15. Aug. 1991               | 18. Apr. 1994                         | Rod Hardy         | Jocelyn Moorhouse             |
| 195        | 23        | Der letzte Tanz                   | The Last Dance         | 22. Aug. 1991               | 19. Apr. 1994                         | Ian Gilmour       | Tony Cavanaugh                |
| 196        | 24        | Die Entscheidung                  | Unfinished Business    | 29. Aug. 1991               | 20. Apr. 1994                         | Ian Gilmour       | Bevan Lee                     |
| 197        | 25        | Das kleine Geheimnis              | Jacqueline             | 5. Sep. 1991                | 21. Apr. 1994                         | Colin Budds       | Elizabeth Coleman             |
| 198        | 26        | Die Stunde der Wahrheit           | Monkey                 | 12. Sep. 1991               | 22. Apr. 1994                         | Colin Budds       | Everett DeRoche               |
| 199        | 27        | Der Fremde                        | The Stranger           | 19. Sep. 1991               | 23. Apr. 1994                         | Oscar Whitbread   | John Coulter                  |
| 200        | 28        | Die Taufe                         | The Christening        | 19. Sep. 1991               | 23. Apr. 1994                         | Oscar Whitbread   | Verschiedene Autoren          |
| 201        | 29        | Das Tagebuch                      | The Good Book          | 26. Sep. 1991               | 9. Mai 1994                           | Oscar Whitbread   | Vince Moran                   |
| 202        | 30        | Eric und Cameron                  | My Little Patch        | 3. Okt. 1991                | 10. Mai 1994                          | Mario Andreacchio | Vince Gil                     |
| 203        | 31        | Die doppelte Cynthia              | Two Splatt Shuffle     | 10. Okt. 1991               | 11. Mai 1994                          | Mario Andreacchio | Graham Hartley                |
| 204        | 32        | Zwei Welten                       | Secrets                | 17. Okt. 1991               | 13. Mai 1994                          | Colin Budds       | Peter Schreck                 |
| 205        | 33        | Das Männerspiel                   | The Games We Play      | 24. Okt. 1991               | 14. Mai 1994                          | Colin Budds       | Simon Hopkinson               |
| 206        | 34        | Aus der Haft entlassen            | Bone China             | 31. Okt. 1991               | 16. Mai 1994                          | Stephen Wallace   | Bevan Lee                     |
| 207        | 35        | Die Hinterlassenschaft            | Johnno Be Good         | 7. Nov. 1991                | 17. Mai 1994                          | Stephen Wallace   | Everett DeRoche               |
| 208        | 36        | Der Notruf                        | Lost Rainbows          | 14. Nov. 1991               | 18. Mai 1994                          | Mark DeFriest     | Alan Hopgood & Sue Hore       |
| 209        | 37        | Das Eheversprechen                | Broken Promises        | 21. Nov. 1991               | 19. Mai 1994                          | Mark DeFriest     | Elizabeth Coleman             |
| 210        | 38        | Besuch aus Japan                  | Visitors Welcome       | 28. Nov. 1991               | 20. Mai 1994                          | Chris Thomson     | John Coulter                  |
| 211        | 39        | Yesterday's News                  | Die Fernsehreporterin  | 5. Dez. 1991                | 21. Mai 1994                          | Chris Thomson     | Stuart Wood                   |
| 212        | 40        | Schmutzige Wäsche                 | Dirty Linen            | 19. Dez. 1991               | 24. Mai 1994                          | Colin Budds       | Vince Moran                   |
| 213        | 41        | Der Goldsucher und der Fischer    | Chasing Rainbows       | 26. Dez. 1991               | 26. Mai 1994                          | Colin Budds       | Jutta Goetze                  |
| 214        | 42        | Vergebene Liebesmüh’              | Uncle Cyrano           | 2. Jan. 1992                | 25. Mai 1994                          | Mike Smith        | Vincent Gil                   |
| 215        | 43        | Herzstillstand                    | Luck Of The Draw       | 25. Aug. 1992               | 27. Mai 1994                          | Mike Smith        | David Phillips & Jutta Goetze |
| 216        | 44        | Streithähne                       | Trouble With M.E.      | 1. Sep. 1992                | 31. Mai 1994                          | Mark DeFriest     | Jocelyn Moorhouse             |
| 217        | 45        | Der Racheengel                    | The Accomplice         | 8. Sep. 1992                | 4. Juni 1994                          | Mark DeFriest     | Sue Hore                      |
| 218        | 46        | Blinde Leidenschaft               | Blind Obsession        | 15. Sep. 1992               | 6. Juni 1994                          | Michael Offer     | Roger Dunn                    |
| 219        | 47        | Mit harten Bandagen               | Wimp                   | 22. Sep. 1992               | 8. Juni 1994                          | Michael Offer     | Everett DeRoche               |
| 220        | 48        | Sallys Entscheidung               | Visionaries            | 29. Sep. 1992               | 10. Juni 1994                         | Ian Gilmour       | Glenda Hambly                 |
| 221        | 49        | Die Regeln des Lebens             | Life Lessons           | 10. Nov. 1992               | 11. Juni 1994                         | Ian Gilmour       | Tony Cavanaugh                |

## Spin-off:R.F.D.S.
Nach dem Ende der Hauptserie entstand ein Spin-off namens R.F.D.S., welches aber nach einer Staffel eingestellt wurde.
| Nr. (ges.) | Nr. (St.) | Deutscher Titel            | Originaltitel                                  | Erstausstrahlung Australien | Deutschsprachige Erstausstrahlung (D) |
| ---------- | --------- | -------------------------- | ---------------------------------------------- | --------------------------- | ------------------------------------- |
| 1          | 1         | The Hill                   | Der Schlaganfall                               | 21. Jan. 1993               | 13. Juni 1994                         |
| 2          | 2         | Willkommen in Broken Hill  | A Different World                              | 28. Jan. 1993               | 14. Juni 1994                         |
| 3          | 3         | In den besten Händen       | Heartbreak                                     | 4. Feb. 1993                | 15. Juni 1994                         |
| 4          | 4         | Der Fall Dr. Blitho        | The Wisdom Of Solomon                          | 11. Feb. 1993               | 16. Juni 1994                         |
| 5          | 5         | Das Interview              | Public Relations                               | 18. Feb. 1993               | 17. Juni 1994                         |
| 6          | 6         | Wenn zwei sich streiten... | Call Sign: Cowboy                              | 25. Feb. 1993               | 20. Juni 1994                         |
| 7          | 7         | Das große Rennen           | Outback Justice                                | 4. März 1993                | 21. Juni 1994                         |
| 8          | 8         | Der Autounfall             | Head on Collisions / Dragged From The Wreckage | 11. Dez. 1993               | 22. Juni 1994                         |
| 9          | 9         | Das Minenunglück           | Cave in                                        | 18. Dez. 1993               | 23. Juni 1994                         |
| 10         | 10        | Verschwundene Medikamente  | Loss Of Faith                                  | 8. Jan. 1994                | 24. Juni 1994                         |
| 11         | 11        | Diagnose Hirntod           | Poor Wandering One                             | 15. Jan. 1994               | 27. Juni 1994                         |
| 12         | 12        | Die verlorene Nacht        | ?                                              | 28. Jan. 1994               | 28. Juni 1994                         |
| 13         | 13        | Die Mitfahrgelegenheit     | End Of The Road                                | 4. Feb. 1994                | 29. Juni 1994                         |